# Skuteczność ekranowania
Skuteczność ekranowania – wielkość określana stosunkiem wartości tłumienia ekranu wyznaczonego na podstawie natężenia resztkowego pola zmierzonego w obecności ekranu do natężenia pola zmierzonego bez ekranu. Ta bezwymiarowa liczba jest dla ekranu tym czym dla filtru tłumienność wtrąceniowa (lub współczynnik redukcji dla przewodu masy).